# 橘康太郎
橘 康太郎（たちばな こうたろう、1934年5月30日 - 2012年6月1日）は、日本の政治家、実業家。自由民主党所属の衆議院議員（4期）。日本野球富山県連盟名誉会長。富山県高岡市出身。

## 来歴・人物
実業家で、民主党の参議院議員・衆議院議員を務めた橘直治の息子として生まれた。早稲田大学大学院商学研究科修士課程修了後、富山県議会議員（1期）、伏木海陸運送社長を務めた。その後旧富山2区より無所属で第38回総選挙に立候補し落選。続く第39回総選挙でも自由民主党の公認を得ながら落選、3度目の立候補となった第40回総選挙で初当選した。
地元には地盤の強固な綿貫民輔がいたため、小選挙区制に移行してからの富山3区（範囲は旧富山2区と同じ）からの立候補は叶わず、比例北陸信越ブロックへと転出して、第41回総選挙以降3回連続して比例区からの単独立候補で上位当選したが、衆院比例73歳定年制・比例連続2回規定という当時の自民党規定のため、第44回総選挙では自民党公認を得られずに、立候補を断念した。
以降も国政復帰への意欲は衰えず、第45回総選挙において富山3区から立候補すべく自民党公認を申請していたが、選挙区内での調整の中で長男で高岡市長の橘慶一郎へ自民党候補を一本化するために、立候補を断念した。
2012年6月1日、心不全のため、富山県高岡市の厚生連高岡病院で死去。78歳没。

## 政歴
- 1977年11月 富山県議会議員に当選（1979年4月まで）。
- 1980年9月 父も社長を務めた伏木海陸運送の社長に就任[2]。
- 1986年7月6日第38回総選挙に旧富山2区より無所属で立候補したが落選。
- 1990年2月18日 第39回総選挙に自民党公認で立候補したが次点で落選。
- 1993年7月18日 第40回総選挙に自民党公認で立候補し当選。
- 1995年9月 伏木海陸運送の社長を長男・橘慶一郎に譲って会長に就任、後に相談役に退く。
- 1996年10月20日 第41回総選挙に比例北陸信越ブロックから自民党名簿順位3位で立候補し当選。
- 1999年10月5日 自治政務次官に就任（2000年7月4日まで）。
- 2000年6月25日 第42回総選挙に比例北陸信越ブロックから自民党名簿順位3位で立候補し当選。
- 2003年11月9日 第43回総選挙に比例北陸信越ブロックから自民党名簿順位2位で立候補し当選。
- 2005年9月11日 第44回総選挙に立候補せず。

## 役職歴
- 高岡青年会議所理事長
- 日本港運協会副会長
- 高岡市体育協会会長
- 日本・ロシア協会副会長
- 自治政務次官

## その他
- 派閥としては清和政策研究会（旧三塚派→旧森派→町村派）に所属していた。
- 2002年11月15日の衆議院法務・国土交通連合審査会において、質問中の民主党・加藤公一に私語を注意された橘が閉会後に逆上し、あわや乱闘となる騒ぎが起きた[要出典]。